# سفارة الجزائر في واشنطن العاصمة
سفارة الجزائر في واشنطن العاصمة هي بعثة دبلوماسية من الجمهورية الجزائرية إلى الولايات المتحدة .تقع في 2118 شارع كالوراما, شمال غرب واشنطن العاصمة، في حي كالوراما.
السفير هو عبد الله بعلي.

## أحداث
في 8 أكتوبر 2010، كانت هناك احتجاجات على اختفاء سيدي مولود.

## وصلات خارجية
- ويكيمابيا
- الموقع الرسمي